# Sonate en ré mineur (Scarlatti, ms. Cary)
La sonate en ré mineur (K. deest) est une œuvre pour clavier du compositeur italien Domenico Scarlatti. Non répertoriées par Kirkpatrick en raison de leur découverte récente, les sonates sont dites « K. deest » (manquant) et représentent environ une soixantaine de sonates, selon Christopher Hail.

## Présentation
La sonate en ré mineur (K. deest) est sans indication de mouvement.

## Manuscrits
La sonate en ré mineur n'est connue que par un seul manuscrit d'origine espagnole, daté de 1756. Le recueil est composé d'une soixantaine de sonates. Il a été en possession du compositeur et musicologue Antoni Noguera Balaguer et, depuis 2011, est conservé à la Morgan Library, coll. Mary Flagler Cary ID 316355, ms. 703 fos 20v-21r,. Ralph Kirkpatrick n'a intégré, malgré ses recherches, aucune source ibérique dans son catalogue rédigé au début des années 1950. Depuis les années 1980, une soixantaine de sonates sont candidates à figurer dans le corpus de l'œuvre de Scarlatti. Les œuvres sont apparues tant en Espagne qu'au Portugal, au sein de différentes collections contentant des sonates déjà connues par ailleurs.
Christopher Hail note que Serguei N. Prozhoguin est le premier à avoir effectué des investigations approfondies sur le manuscrit Cary.

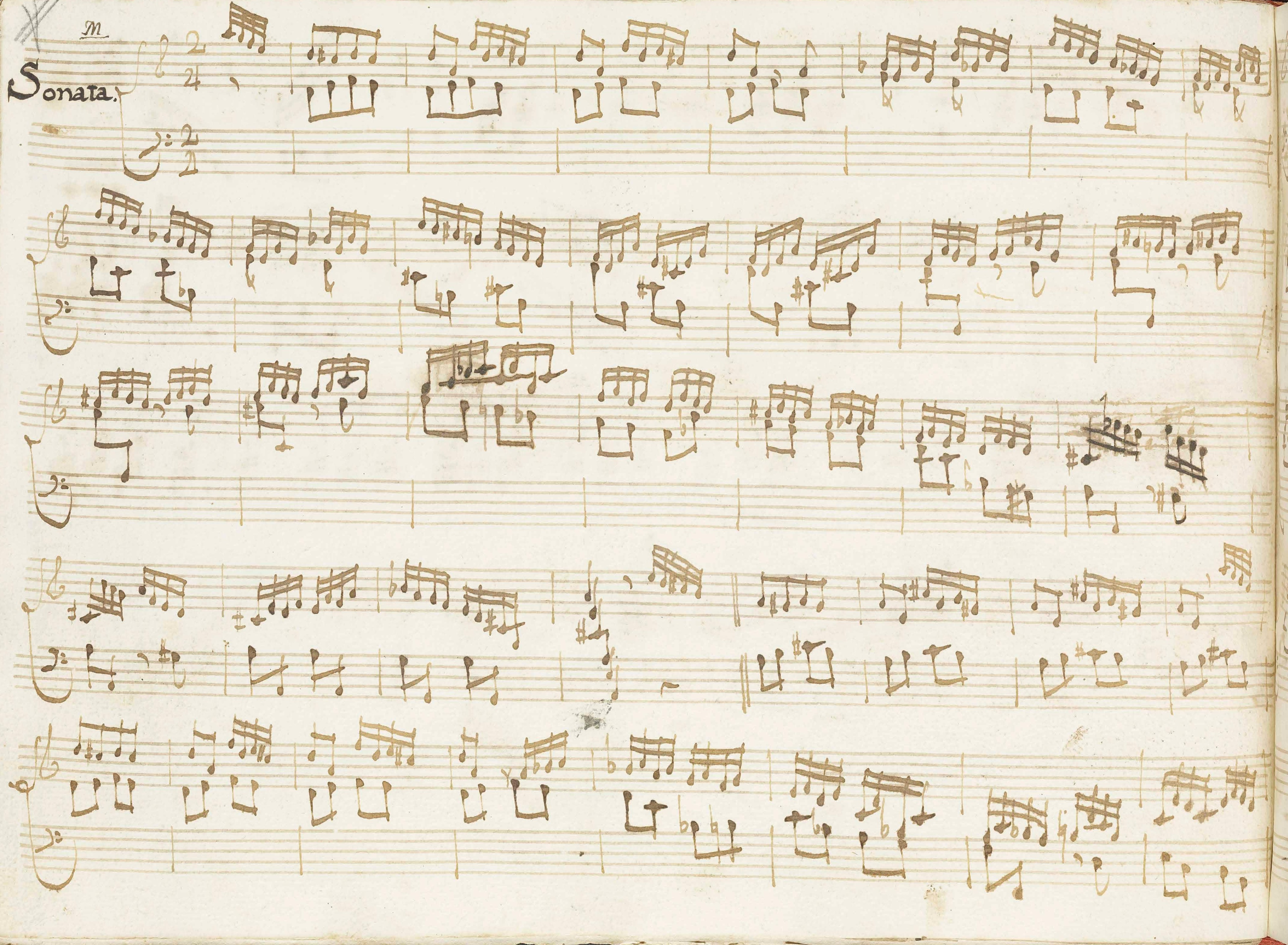
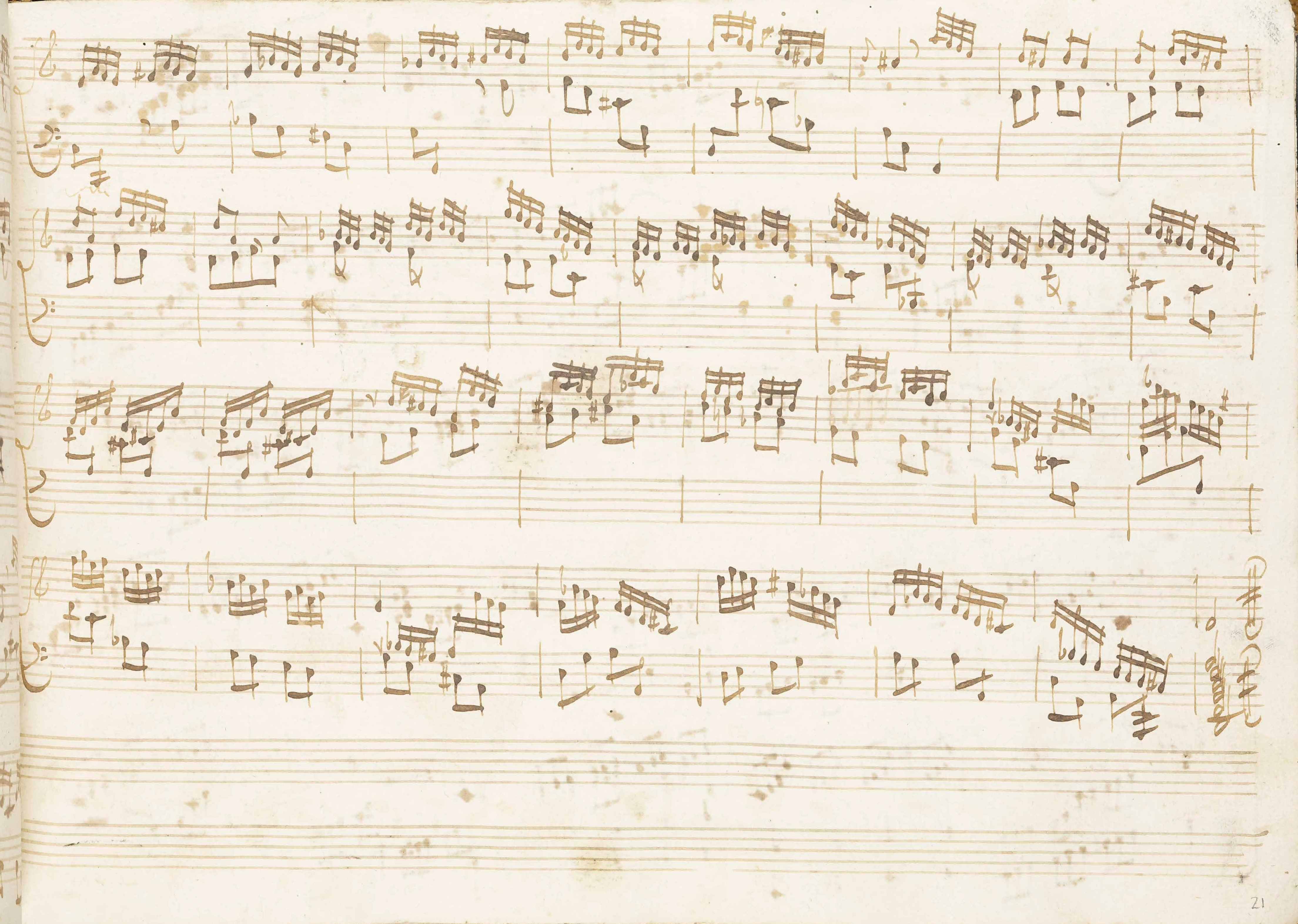

## Sources
: document utilisé comme source pour la rédaction de cet article.
- (es) Celestino Yáñez Navarro (thèse), Nuevas aportaciones para el estudio de las sonatas de Domenico Scarlatti. Los manuscritos del Archivo de Música de las Catedrales de Zaragoza, Universitat Autònoma de Barcelona, 2016 (lire en ligne)